# Gare de Kent House
La gare de Kent House (en anglais : Kent House railway station), est une gare ferroviaire de la Ligne principale du Sud-Est (en), en zone 4 Travelcard. Elle  est située sur la Plawsfield Road à Beckenham , sur le territoire du  borough londonien de Bromley, dans le Grand Londres.
C'est une gare Network Rail desservie par des trains Southeastern de National Rail.